# Thomas Friedrich von Zobel

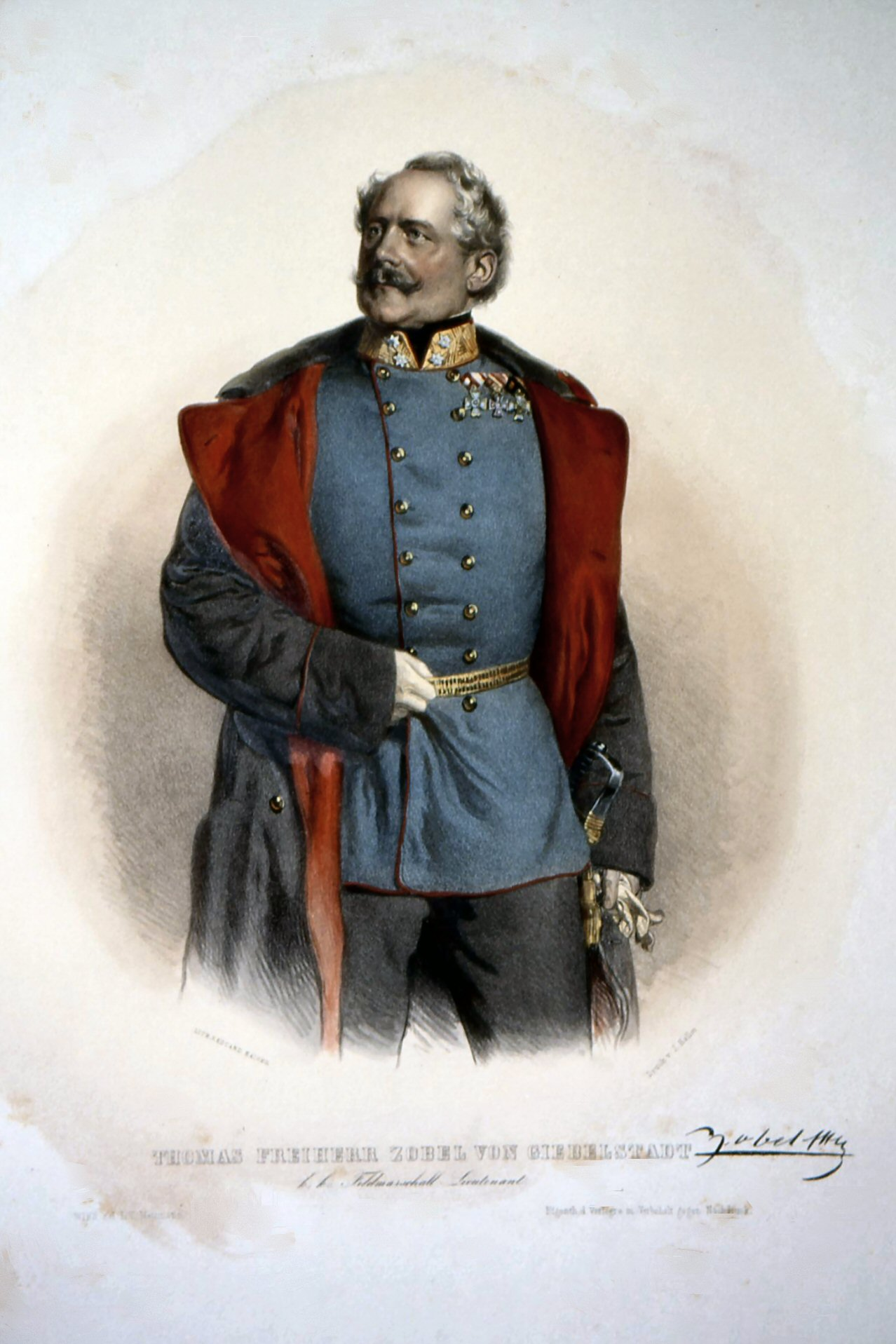
Thomas Friedrich Freiherr von Zobel-Giebelstadt. Lithographie von Eduard Kaiser, um 1855.

Thomas Friedrich Freiherr Zobel von Giebelstadt und Darstadt (* 17. März 1799 in Bremen; † 12. Juli 1869 in Villach) war ein österreichischer Feldmarschallleutnant und Ritter des Maria-Theresien-Ordens. 

## Leben

### Herkunft
Er war der Sohn des bayerischen Generalmajors Johann Philipp Zobel (* 24. Februar 1768, † 22. Juli 1850) und der Anna Evans d’Urell (* 1770, † 13. Jänner 1863), Tochter des englischen Obersten Sir Thomas Evans d’Urell.

### Militärische Karriere
Im Alter von 14 Jahren trat er Ende November 1813 als Kadett in das k.k. Infanterie-Regiment Heinrich Fürst Greiz Nr. 18 ein. Er wurde 1814 Oberleutnant und wechselte zum Infanterie-Regiment Graf Colloredo Nr. 33 über. Er machte 1814 den Befreiungskrieg im Hauptquartier des Fürsten Heinrich XIII. Reuß-Greiz und 1815 in jenem des Erzherzog Ferdinand von Este mit. Anfang Juli 1815 war er bei der Zernierung von Schlettstadt im Elsass beteiligt. 
Er folgte nach dem Aufstand von Neapel 1821 dem Vorstoß des Korps Frimont nach Unteritalien und nahm im Rahmen der Division des Feldmarschall-Leutnant Graf Wallmoden an der Beschießung der Bergfestung Pescara in den Abruzzen teil. 1829 wurde er im Infanterie-Regiment von Paumgartten Nr. 21 zum Hauptmann befördert. Beim Hilfszug für den Papst in der Romagna kämpfte er im März 1831 im Gefecht bei San Ambrogio am Penaro gegen italienische Insurgenten. Im März 1836 stieg er im Kaiserjäger-Regiment zum Major auf, wo er 1846 auch zum Oberst befördert wurde. 

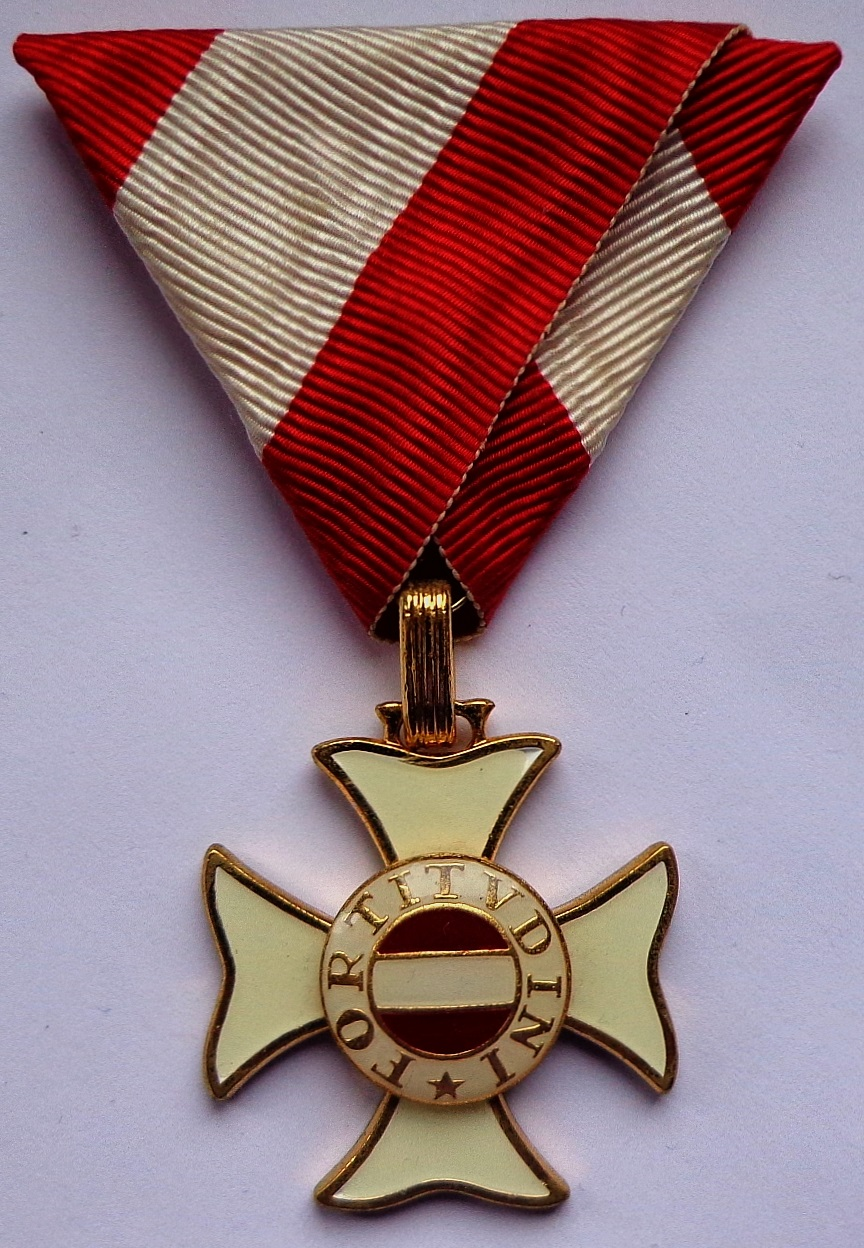
Ritterkreuz des Militär-Maria-Theresien-Ordens

Im Italienkrieg von 1848 war er Führer des Kaiserjäger-Regiments, das 23. März Melegnano sicherte und Mantua entsetzte. Im April wurde er nach Südtirol beordert, wo er die italienischen Insurgenten im Raum Trient bekämpfte, am 30. April focht er bei Pastrengo und am 28. Mai bei Bardolino. Am 10. Juni hielten seine Truppen das Plateau von Rivoli mehrere Stunden gegen eine gegnerische Übermacht, bevor sie den geordneten Rückzug über Spiari und Groara unter erfolgreichen Gefechten erreichten. Danach übernahm er in Vorarlberg im Bereich des IV. Korps eine Brigade. Er wurde mit dem Ritterkreuz des Leopoldordens ausgezeichnet und wurde am 27. November 1848 zum Ritter des Maria Theresien-Ordens ernannt. Im folgenden Feldzug von 1849 nahm seine Brigade an der  Erstürmung der Sesia Brücke bei Vercelli teil. Er wurde am 30. April 1849 zum Generalmajor ernannt und übernahm das Kommando der Festungsgarnison von Verona. Am 12. Mai 1853 erfolgte die Rangerhöhung zum Feldmarschall-Leutnant.
Zehn Jahre später kommandierte Zobel das VII. Armeekorps im Feldzug von 1859. Seine Truppen fochten in der Schlacht von Palestro (31. Mai) und am 4. Juni in der Schlacht bei Magenta. In der Schlacht von Solferino (24. Juni) hielten seine Truppen im Zentrum bei Cavriana mehrere Stunden erfolgreich stand, bevor sie den französischen Durchbruchstruppen erlagen. 1859 wurde er auch Interimsinhaber des Infanterieregiments Großfürst Alexander Nr. 61. Nach dem Krieg erhielt er auf eigene Bitte einen Friedensposten und wurde Festungskommandant von Olmütz und blieb es bis 1864. In den Jahren 1863 und 1864 wurde er für diplomatische Missionen nach Kopenhagen und Berlin geschickt und am 23. März 1864 aus der Armee verabschiedet. Er zog sich nach Görz zurück und starb mit 70 Jahren während einer Kur in Villach.

## Familie
Zobel hatte sich am 8. Juli 1843 mit Emily Karoline (* 26. Juli 1816), Tochter des englischen Oberst Tobias Kirkwood of Castletown, vermählt. 
Sie hatten zwei Kinder:
- Aimée (* 2. März 1844)
- Henriette (* 12. April 1846)